# Memphis Grizzlies 2007-2008
La stagione 2007-08 dei Memphis Grizzlies fu la 13ª nella NBA per la franchigia.
I Memphis Grizzlies arrivarono quinti nella Southwest Division della Western Conference con un record di 22-60, non qualificandosi per i play-off.

## Roster
| N° | Naz.                   | Ruolo | Sportivo            | Anno | Alt. | Peso |
| -- | ---------------------- | ----- | ------------------- | ---- | ---- | ---- |
| 1  | Stati Uniti (bandiera) | G     | Kyle Lowry          | 1986 | 183  | 79   |
| 2  | Spagna (bandiera)      | G     | Juan Carlos Navarro | 1980 | 191  | 77   |
| 3  | Stati Uniti (bandiera) | G     | Javaris Crittenton  | 1987 | 196  | 91   |
| 3  | Stati Uniti (bandiera) | GA    | Jeremy Richardson   | 1984 | 198  | 84   |
| 4  | Stati Uniti (bandiera) | A     | Stromile Swift      | 1984 | 206  | 102  |
| 6  | Stati Uniti (bandiera) | A     | Bobby Jones         | 1984 | 201  | 98   |
| 7  | Stati Uniti (bandiera) | G     | Tarence Kinsey      | 1984 | 198  | 84   |
| 11 | Stati Uniti (bandiera) | G     | Mike Conley         | 1987 | 185  | 82   |
| 16 | Spagna (bandiera)      | AC    | Pau Gasol           | 1980 | 213  | 103  |
| 20 | Stati Uniti (bandiera) | G     | Damon Stoudamire    | 1973 | 178  | 78   |
| 21 | Stati Uniti (bandiera) | A     | Hakim Warrick       | 1982 | 206  | 99   |
| 22 | Stati Uniti (bandiera) | A     | Rudy Gay            | 1986 | 206  | 100  |
| 23 | Stati Uniti (bandiera) | GA    | Casey Jacobsen      | 1981 | 198  | 98   |
| 31 | Serbia (bandiera)      | AC    | Darko Miličić       | 1985 | 213  | 113  |
| 34 | Stati Uniti (bandiera) | C     | Jason Collins       | 1978 | 213  | 116  |
| 35 | Stati Uniti (bandiera) | C     | Brian Cardinal      | 1977 | 203  | 111  |
| 44 | Stati Uniti (bandiera) | A     | Andre Brown         | 1981 | 206  | 111  |
| 54 | Stati Uniti (bandiera) | A     | Kwame Brown         | 1982 | 211  | 122  |

## Staff tecnico
- Allenatore: Marc Iavaroni
- Vice-allenatori: Johnny Davis, Gordon Chiesa, Andy Greer, Dave Joerger, Ron DuBois
- Preparatore fisico: Mike Curtis
- Preparatore atletico: Drew Graham